# Puchar Króla (2012/2013)
Puchar Króla 2012/2013 – 109. edycja Pucharu Króla. Rozgrywki rozpoczęły się 29 sierpnia 2012 i zakończyły się 18 maja 2013. W finale spotkały się Real Madryt i Atlético Madryt. Obrońcą tytułu była FC Barcelona.

## Zakwalifikowane drużyny
Poniższe drużyny zakwalifikowały się do udziału w Pucharze Króla 2012/2013:
20 drużyn z Primera División (2011/2012):
| - Athletic Bilbao - Atlético Madryt - FC Barcelona - Real Betis - RCD Espanyol - Getafe CF - Granada CF - Levante UD - Málaga CF - RCD Mallorca | - CA Osasuna - Racing Santander - Rayo Vallecano - Real Madrid - Real Sociedad - Sevilla FC - Sporting Gijón - Valencia CF - Villarreal CF - Real Saragossa |

20 zespołów z Segunda División (2011/2012) (oprócz FC Barcelona B i Villarreal B, ponieważ są to drużyny rezerw):
| - AD Alcorcón - CD Alcoyano - UD Almería - Celta Vigo - Córdoba CF - Deportivo La Coruña - Elche CF - FC Cartagena - Gimnàstic Tarragona - Girona FC | - CD Guadalajara - Hércules CF - SD Huesca - UD Las Palmas - Real Murcia - CD Numancia - Recreativo Huelva - CE Sabadell - Real Valladolid - Xerez CD |

25 zespołów z Segunda División B (2011/2012). Zespoły z pięciu najlepszych miejsc z czterech grup (oprócz drużyn rezerw) oraz pięć drużyn z największą liczbą punktów (nie wliczając drużyn rezerw).
| - CD Tenerife - CD Lugo - Albacete Balompié - Real Oviedo - La Roda - CD Mirandés - SD Ponferradina - SD Eibar - Amorebieta - UD Logroñés - Atlético Baleares - Orihuela - Huracán Valencia | - CF Badalona - UE Llagostera - Cádiz CF - Balompédica Linense - Lucena - Real Jaén - Melilla - San Roque* - L’Hospitalet* - Deportivo Alavés* - Lleida Esportiu* - Cacereño* |

18 drużyn z Tercera División (2011–12). Zwycięzcy każdej z osiemnastu grup (oprócz drużyn rezerw):
| - Ourense - Caudal de Mieres - Noja - Laudio - Prat - Catarroja - Fuenlabrada - Real Ávila - Loja | - Atlético Sanluqueño - Constància - Marino de Los Cristianos - Yeclano - Arroyo - Peña Sport - SD Logroñés - Ejea - Villarrobledo |

## 1/16 finału
Pierwsze mecze rozgrywane były pomiędzy 30 października, a 1 listopada 2012 roku, natomiast rewanże pomiędzy 27, a 29 listopada 2012 (prócz meczu Athletic Bilbao – Eibar, który rozegrany został 12 grudnia 2012).
| Drużyna 1                            | Wynik dwumeczu | Drużyna 2          | Pierwszy mecz | Drugi mecz |
| ------------------------------------ | -------------- | ------------------ | ------------- | ---------- |
| CD Alcoyano                          | 1:7            | Real Madryt        | 1:4           | 0:3        |
| UE Llagostera                        | 1:5            | Valencia CF        | 0:2           | 1:3        |
| Cacereño                             | 4:4 (ag)       | Málaga CF          | 3:4           | 1:0        |
| Deportivo Alavés                     | 1:6            | FC Barcelona       | 0:3           | 1:3        |
| SD Eibar                             | 1:1 (ag)       | Athletic Bilbao    | 0:0           | 1:1        |
| Real Jaén                            | 0:4            | Atlético Madryt    | 0:3           | 0:1        |
| Melilla                              | 2:4            | Levante UD         | 1:0           | 1:4        |
| UD Las Palmas                        | 1:0            | Rayo Vallecano     | 1:0           | 0:0        |
| Sporting Gijón                       | 1:2            | CA Osasuna         | 1:0           | 0:2        |
| UD Almería                           | 2:3 aet        | Celta Vigo         | 2:0           | 0:3        |
| Córdoba CF                           | 4:2            | Real Sociedad      | 2:0           | 2:2        |
| SD Ponferradina                      | 0:4            | Getafe CF          | 0:4           | 0:0        |
| Real Valladolid                      | 1:3            | Real Betis         | 1:0           | 0:3        |
| Deportivo La Coruña                  | 1:1 (ag)       | RCD Mallorca       | 1:1           | 0:0        |
| Real Saragossa                       | 2:2 (ag)       | Granada CF         | 1:0           | 1:2        |
| Sevilla FC                           | 6:1            | Espanyol Barcelona | 3:1           | 3:0        |
| Po lewej gospodarz pierwszego meczu. |                |                    |               |            |

## 1/8 finału
Pierwsze mecze rozegrane zostały w dniach 11-13 grudnia 2012, poza meczem Eibar z Málagą, który odbył się 18 grudnia 2012. Mecze rewanżowe miały miejsce w okresie 8-10 stycznia 2013 roku. Jeżeli pary zawierały drużynę z niższego poziomu rozgrywkowego, to na jej boisku był grany pierwszy mecz.
| Drużyna 1                            | Wynik dwumeczu | Drużyna 2      | Pierwszy mecz | Drugi mecz |
| ------------------------------------ | -------------- | -------------- | ------------- | ---------- |
| UD Las Palmas                        | 1:2            | Real Betis     | 1:1           | 0:1        |
| Levante UD                           | 0:3            | Real Saragossa | 0:1           | 0:2        |
| RCD Mallorca                         | 2:6            | Sevilla FC     | 0:5           | 2:1        |
| CA Osasuna                           | 1:4            | Valencia CF    | 0:2           | 1:2        |
| SD Eibar                             | 2:5            | Málaga CF      | 1:1           | 1:4        |
| Atlético Madryt                      | 3:0            | Getafe CF      | 3:0           | 0:0        |
| Córdoba CF                           | 0:7            | FC Barcelona   | 0:2           | 0:5        |
| Celta de Vigo                        | 2:5            | Real Madryt    | 2:1           | 0:4        |
| Po lewej gospodarz pierwszego meczu. |                |                |               |            |

### Pierwsze mecze
| 11 grudnia 2012 20:00 CET | CA Osasuna | 0:2(0:0)Raport | Valencia CF · 48' Dani Parejo · 90+3' Soldado | El Sadar, Pampeluna Widzów: 10 855 Sędzia: Miguel Ángel Pérez Lasa |
|                           |            |                |                                               |                                                                    |

| 12 grudnia 2012 20:00 CET | RCD Mallorca | 0:5(0:3)Raport | Sevilla FC · 13', 18' Negredo · 25' Medel · 47' Botía · 85' Luna | Iberostar Stadium, Palma de Mallorca Widzów: 4330 Sędzia: Carlos Clos Gómez |
|                           |              |                |                                                                  |                                                                             |

| 12 grudnia 2012 20:00 CET | Córdoba CF | 0:2(0:1)Raport | FC Barcelona · 11', 74' Messi | Nuevo Arcángel, Kordoba Widzów: 20 000 Sędzia: Carlos del Cerro Grande |
|                           |            |                |                               |                                                                        |

| 12 grudnia 2012 22:00 CET | Atlético Madryt · Diego Costa 19' (pen.), 87' · Filipe Luís 80' | 2:0(1:0)Raport | Getafe CF | Vicente Calderón, Madryt Widzów: 7000 Sędzia: Antonio Mateu Lahoz |
|                           |                                                                 |                |           |                                                                   |

| 12 grudnia 2012 22:00 CET | Celta Vigo · Bermejo 56' · Bustos 78' | 2:1(0:0)Raport | Real Madryt · 87' Ronaldo | Balaídos, Vigo Widzów: 27 988 Sędzia: Alfonso Álvarez Izquierdo |
|                           |                                       |                |                           |                                                                 |

| 13 grudnia 2012 20:00 CET | Levante UD | 0:1(0:0)Raport | Real Saragossa · 90+1' Aranda | Ciudad de Valencia, Walencja Widzów: 10 862 Sędzia: Pedro Jesús Pérez Montero |
|                           |            |                |                               |                                                                               |

| 13 grudnia 2012 21:00 WET | UD Las Palmas · Chrisantus 84' | 1:1(0:0)Raport | Real Betis · 66' Rubén Castro | Gran Canaria, Las Palmas de Gran Canaria Widzów: 14 640 Sędzia: Carlos Delgado Ferreiro |
|                           |                                |                |                               |                                                                                         |

| 18 grudnia 2012 21:00 CET | SD Eibar · Añibarro 73' | 1:1(0:0)Raport | Málaga CF · 90' Onyewu | Ipurua, Eibar Widzów: 4273 Sędzia: José Antonio Teixeira Vitienes |
|                           |                         |                |                        |                                                                   |

### Rewanże
| 8 stycznia 2013 19:30 CET | Málaga CF · Buonanotte 74', 90+1' · Fernández 77' · Portillo 83' | 4:1(0:0)Raport | SD Eibar · 11' Rubén Arroyo | La Rosaleda, Malaga Widzów: 25 000 Sędzia: Jesús Gil Manzano |
|                           |                                                                  |                |                             |                                                              |

| 8 stycznia 2013 21:30 CET | Valencia CF · Costa 34' · Soldado 90+3' | 2:1(1:1)Raport | CA Osasuna · 36' Llorente | Mestlla, Walencja Widzów: 15 000 Sędzia: Miguel Ángel Pérez Lasa |
|                           |                                         |                |                           |                                                                  |

| 9 stycznia 2013 19:30 CET | Sevilla FC · Manu 22' | 1:2(1:0)Raport | RCD Mallorca · 52' Brandon · 56' Alfaro | Ramón Sánchez Pizjuán, Sewilla Widzów: 20 000 Sędzia: José Luis González González |
|                           |                       |                |                                         |                                                                                   |

| 9 stycznia 2013 21:30 CET | Real Saragossa · Zuculini 24' · Montañés 60' | 2:0(1:0)Raport | Levante UD | La Romareda, Saragossa Widzów: 12 000 Sędzia: Xavier Estrada Fernández |
|                           |                                              |                |            |                                                                        |

| 9 stycznia 2013 21:30 CET | Real Madryt · Ronaldo 3', 24', 87' · Khedira 89' | 4:0(2:0)Raport | Celta Vigo | Santiago Bernabéu, Madryt Widzów: 60 600 Sędzia: Miguel Ángel Ayza Gámez |
|                           |                                                  |                |            |                                                                          |

| 10 stycznia 2013 19:30 CET | Getafe CF | 0:0(0:0)Raport | Atlético Madryt | Coliseum Alfonso Pérez, Getafe Widzów: 5000 Sędzia: Ignacio Iglesias Villanueva |
|                            |           |                |                 |                                                                                 |

| 13 grudnia 2012 21:00 WET | Real Betis · Chrisantus 84' | 1:0(0:0)Raport | UD Las Palmas · Rubén Castro 85' | Benito Villamarín, Sewilla Widzów: 27 755 Sędzia: Fernando Teixeira Vitienes |
|                           |                             |                |                                  |                                                                              |

| 10 stycznia 2013 21:30 CET | FC Barcelona · Thiago 17' · Villa 21', 26' · Sánchez 55', 85' | 5:0(3:0)Raport | Córdoba CF | Camp Nou, Barcelona Widzów: 37 607 Sędzia: Alejandro José Hernández Hernández |
|                            |                                                               |                |            |                                                                               |

## Ćwierćfinały
Pierwsze mecze gran były 15-17 stycznia 2013 roku, natomiast rewanże w dniach 23-24 stycznia 2013.
| Drużyna 1                            | Wynik dwumeczu | Drużyna 2   | Pierwszy mecz | Drugi mecz |
| ------------------------------------ | -------------- | ----------- | ------------- | ---------- |
| Real Saragossa                       | 0:4            | Sevilla FC  | 0:0           | 0:4        |
| Real Madryt                          | 3:1            | Valencia CF | 2:0           | 1:1        |
| Atlético Madryt                      | 3:1            | Real Betis  | 2:0           | 1:1        |
| FC Barcelona                         | 6:4            | Málaga CF   | 2:2           | 4:2        |
| Po lewej gospodarz pierwszego meczu. |                |             |               |            |

### Pierwsze mecze
| 15 stycznia 2013 21:00 CET | Real Madryt · Benzema 36' · Guardado 73' (o.g.) | 2:0(1:0)Raport | Valencia CF | Santiago Bernabéu, Madryt Widzów: 68 000 Sędzia: César Muñiz Fernández |
|                            |                                                 |                |             |                                                                        |

| 16 stycznia 2013 19:30 CET | Real Saragossa | 0:0(0:0)Raport | Sevilla FC | La Romareda, Saragossa Widzów: 5000 Sędzia: Fernando Teixeira Vitienes |
|                            |                |                |            |                                                                        |

| 16 stycznia 2013 19:30 CET | FC Barcelona · Messi 29' · Puyol 30' | 2:2(2:1)Raport | Málaga CF · 26' Iturra · 89' Camacho | Camp Nou, Barcelona Widzów: 55 151 Sędzia: José Luis González González |
|                            |                                      |                |                                      |                                                                        |

| 16 stycznia 2013 19:30 CET | Atlético Madryt · Falcao 10' · Filipe Luís 22' | 2:0(2:1)Raport | Real Betis | Vicente Calderón, Madryt Widzów: 40 000 Sędzia: Alberto Undiano Mallenco |
|                            |                                                |                |            |                                                                          |

### Rewanże
| 23 stycznia 2013 19:30 CET | Sevilla FC · Negredo 36', 67' (pen.) · Rakitić 45+3' · Manu 90+2' | 4:0(2:0)Raport | Real Saragossa | Ramón Sánchez Pizjuán, Sewilla Widzów: 20 000 Sędzia: Carlos Velasco Carballo |
|                            |                                                                   |                |                |                                                                               |

| 23 stycznia 2013 21:30 CET | Valencia CF · T. Costa 52' | 1:1(0:1)Raport | Real Madryt · 44' Benzema | Mestlla, Walencja Widzów: 40 000 Sędzia: Miguel Ángel Pérez Lasa |
|                            |                            |                |                           |                                                                  |

| 24 stycznia 2013 20:00 CET | Real Betis · Molina 90' (pen.) | 1:1(0:1)Raport | Atlético Madryt · 45' Diego Costa | Vicente Calderón, Madryt Widzów: 40 000 Sędzia: Benito Villamarín, Sewilla |
|                            |                                |                |                                   |                                                                            |

| 24 stycznia 2013 22:00 CET | Málaga CF · Joaquín 12' · Santa Cruz 68' | 2:4(2:1)Raport | FC Barcelona · 8' Pedro · 49' Piqué · 76' Iniesta · 80' Messi | Estadio La Rosaleda, Malaga Widzów: 27 099 Sędzia: Antonio Mateu Lahoz |
|                            |                                          |                |                                                               |                                                                        |

## Półfinały
Pierwsze mecze zostały rozegrane 30-31 stycznia 2013 roku, natomiast rewanże 26-27 lutego 2013 roku.
| Drużyna 1                            | Wynik dwumeczu | Drużyna 2    | Pierwszy mecz | Drugi mecz |
| ------------------------------------ | -------------- | ------------ | ------------- | ---------- |
| Real Madryt                          | 4:2            | FC Barcelona | 1:1           | 3:1        |
| Atlético Madryt                      | 4:3            | Sevilla FC   | 2:1           | 2:2        |
| Po lewej gospodarz pierwszego meczu. |                |              |               |            |

### Pierwsze mecze
| 30 stycznia 2013 21:00 CET | Real Madryt · Varane 81' | 1:1(0:0)Raport | FC Barcelona · 50' Fàbregas | Santiago Bernabéu, Madryt Widzów: 83 000 Sędzia: Carlos Clos Gómez |
|                            |                          |                |                             |                                                                    |

| 31 stycznia 2013 22:00 CET | Atlético Madryt · Diego Costa 50' (pen.), 71' (pen.) | 2:1(0:0)Raport | Sevilla FC · 56' (pen.) Negredo | Vicente Calderón, Madryt Widzów: 45 000 Sędzia: Miguel Ángel Ayza Gámez |
|                            |                                                      |                |                                 |                                                                         |

### Rewanże
| 26 lutego 2013 21:00 CET | FC Barcelona · Alba 89' | 1:3(0:1)Raport | Real Madryt · 13' (pen.), 57' Ronaldo · 68' Varane | Camp Nou, Barcelona Widzów: 95 002 Sędzia: Alberto Undiano Mallenco |
|                          |                         |                |                                                    |                                                                     |

| 27 lutego 2013 22:00 CET | Sevilla FC · Navas 39' · Rakitić 90+1' | 2:2(2:0)Raport | Atlético Madryt · 6' Diego Costa · 29' Falcao | Ramón Sánchez Pizjuán, Sewilla Widzów: 45 000 Sędzia: Fernando Teixeira Vitienes |
|                          |                                        |                |                                               |                                                                                  |

## Finał
Pierwotnie finałowe spotkanie miało zostać rozegrane na neutralnym stadionie, ale ostatecznie pomysł upadł. Atlético chciało to spotkanie zorganizować na Vicente Calderón, jednakże Santiago Bernabéu może pomieścić o wiele więcej kibiców i to ostatecznie zadecydowało o lokalizacji. Początkowo finał miał zostać rozegrany 18 maja 2013 roku, jednakże publiczny nadawca TVE tego dnia nada finał Eurowizji i z tego też powodu finał przesunięto na dzień wcześniej.
| 17 maja 2013 21:30 CET | Real Madryt · Ronaldo 13' | 1:2 (Dogrywka)(1:1)Raport | Atlético Madryt · 35' Diego Costa · 99' Miranda | Santiago Bernabéu, Madryt Widzów: 80 000 Sędzia: Carlos Clos Gómez |
|                        |                           |                           |                                                 |                                                                    |

| Real Madryt | Atlético Madryt |

|               | 25 | Diego López       |       |      |
|               | 15 | Michael Essien    | 101'  |      |
|               | 18 | Raúl Albiol       |       |      |
|               | 4  | Sergio Ramos (c)  | 74'   |      |
|               | 5  | Fábio Coentrão    | 54'   | 91'  |
|               | 14 | Xabi Alonso       |       |      |
|               | 6  | Sami Khedira      | 65'   |      |
|               | 10 | Mesut Özil        | 72'   |      |
|               | 19 | Luka Modrić       |       | 91'  |
|               | 7  | Cristiano Ronaldo | 90+3' | 115' |
|               | 9  | Karim Benzema     |       | 91'  |
| Zmiany:       |    |                   |       |      |
|               | 1  | Iker Casillas     |       |      |
|               | 11 | Ricardo Carvalho  |       |      |
|               | 17 | Álvaro Arbeloa    |       | 91'  |
|               | 8  | Kaká              |       |      |
|               | 21 | José Callejón     |       |      |
|               | 22 | Ángel Di María    | 119'  | 91'  |
|               | 20 | Gonzalo Higuaín   |       | 91'  |
| Trener:       |    |                   |       |      |
| José Mourinho |    |                   |       |      |

|               | 13 | Thibaut Courtois   |        |        |
|               | 20 | Juanfran           |        |        |
|               | 2  | Diego Godín        |        |        |
|               | 23 | Miranda            | 120+3' |        |
|               | 3  | Filipe Luís        |        |        |
|               | 4  | Mario Suárez       | 100'   |        |
|               | 14 | Gabi (c)           | 114'   | 120+5' |
|               | 6  | Koke               | 105+1' | 113'   |
|               | 10 | Arda Turan         | 37'    | 111'   |
|               | 19 | Diego Costa        | 69'    |        |
|               | 9  | Radamel Falcao     |        |        |
| Zmiany:       |    |                    |        |        |
|               | 25 | Sergio Asenjo      |        |        |
|               | 18 | Cata Díaz          |        |        |
|               | 5  | Tiago              |        |        |
|               | 7  | Adrián             |        |        |
|               | 8  | Raúl García        |        | 113'   |
|               | 11 | Cristian Rodríguez |        | 111'   |
|               | 30 | Óliver             |        |        |
| Trener:       |    |                    |        |        |
| Diego Simeone |    |                    |        |        |

| Puchar Króla 2012–13 Zwycięzcy |
| ------------------------------ |
| Atlético Madryt 10. Tytuł      |

## Strzelcy
| Zawodnik           | Liczba goli | Drużyna          |
| ------------------ | ----------- | ---------------- |
| Diego Costa        | 8           | Atlético Madryt  |
| Cristiano Ronaldo  | 7           | Real Madrid      |
| Álvaro Negredo     | 6           | Sevilla FC       |
| David Villa        | 5           | FC Barcelona     |
| Karim Benzema      | 4           | Real Madrid      |
| Lionel Messi       | 4           | FC Barcelona     |
| Mikel Arruabarrena | 3           | SD Eibar         |
| Rubén Castro       | 3           | Real Betis       |
| Chota              | 3           | Melilla          |
| Ivan Rakitić       | 3           | Sevilla FC       |
| Gastón Sangoy      | 3           | Sporting Gijón   |
| Roque Santa Cruz   | 3           | Málaga CF        |
| Borja Viguera      | 3           | Deportivo Alavés |